# Alice et la Mémoire perdue
Alice et la Mémoire perdue (titre original : The Girl Who Couldn't Remember, littéralement : La Fille qui ne pouvait se souvenir), est le 91e roman de la série américaine Alice (Nancy Drew en VO) écrit par Caroline Quine, nom de plume collectif de plusieurs auteurs.  
Aux États-Unis, le roman a été publié pour la première fois en 1989 par Simon & Schuster, New York. En France, il est paru pour la première fois en 1993 chez Hachette dans la collection « Bibliothèque verte » sous le no 479 et n'a pas été réédité depuis 1999. 

## Résumé
Remarque : le résumé est basé sur l'édition de 1993 en langue française.
En vacances dans le nord sauvage de l’État du Wisconsin, sur les rives du lac Minosha, Alice et ses amies Bess et Marion trouvent, sur le seuil du bungalow qu'elles ont loué, une jeune fille évanouie et couverte de contusions. Elle ne souvient de rien, sauf du nom Castle. Le maire de la petite ville de Minosha portant ce patronyme, Alice lui rend visite et apprend que Taby - le prénom de la jeune amnésique - a volé de précieux documents au service des archives de la mairie. La douce Tabby est-elle vraiment coupable ? Sans aucun indice, Alice parviendra-t-elle à découvrir la vérité ?

## Personnages

### Personnages récurrents
- Alice Roy, détective amateur de dix-huit ans, blonde, fille de l'avoué James Roy, orpheline de mère.
- James Roy, avocat[2] de renom, père d'Alice Roy, veuf.
- Bess Taylor, jeune fille blonde et rondelette, une des meilleures amies d'Alice.
- Marion Webb, jeune fille brune et sportive, cousine germaine de Bess Taylor et une des meilleures amies d'Alice.
- Taby Jackson, 18-19 ans, étudiante de l’université du Wisconsin.

### Personnages spécifiques à ce roman
- Bob Wickman, propriétaire des Bungalows d'Aladin.
- Ed Castle, maire de Minosha, qui accuse Taby d'avoir volé des documents d'archives précieux.
- Mme Castle, épouse d'Ed Castle.
- Sandy Lauffer, femme d'un certain âge travaillant au service des archives de la ville.
- Donald Winch, séduisant jeune journaliste de 25 ans portant une longue cicatrice au visage.
- Richard Baner, séduisant volontaire de la police municipale, qui recherche Taby.
- Laura Clark, journaliste.
- Arthur Ferrari, professeur à l’université du Wisconsin, qui a dénoncé au journal local les erreurs du maire.

## Édition française
- 1993 : Hachette, collection Bibliothèque verte no 479, souple (français, version originale). Traduction de Jean Esch. Illustré par Philippe Daure (7 illustrations in-texte de pleine page en noir et blanc). 17 chapitres. 182 p.